# فيليب أ. كوفمان
فيليب أ. كوفمان (بالإنجليزية: Philip A. Kaufman)‏ هو مهندس أمريكي، ولد في 1942، وتوفي في 17 يوليو 1992.